# Шкуратовка (Белопольский район)
Шкуратовка (укр. Шкуратівка) — село,
Шкуратовский сельский совет,
Белопольский район,
Сумская область,
Украина.
Код КОАТУУ — 5920689501. Население по переписи 2001 года составляло 469 человек.
Является административным центром Шкуратовского сельского совета, в который, кроме того, входят сёла
Нагорновка,
Цимбаловка и
Череватовка.

## Географическое положение
Село Шкуратовка находится у истоков безымянного ручья, который через 6 км впадает в реку Вир,
ниже по течению на расстоянии в 0,5 км расположен город Ворожба.
Ручей пересыхает, на нём несколько запруд.
Рядом проходит автомобильная дорога Т-1917.

## История
- Село основано в середине XIX века.

## Экономика
- Молочно-товарная ферма.

## Объекты социальной сферы
- Школа І-ІІ ст.
- Клуб.
- Дом культуры.
- Фельдшерско-акушерский пункт.

## Достопримечательности
- Дендропарк им. Й.Х.Мухопада